# Sodexo
Ne doit pas être confondu avec Sodebo.
Sodexo est une entreprise multinationale française spécialisée dans la sous-traitance de services. Elle est fondée par Pierre Bellon en 1966 et contrôlée à près de 40 % par la famille Bellon.
Sodexo est l'un des plus gros fournisseurs mondiaux de services de restauration collective pour toutes formes d'entreprises, métier historique qu'elle a ensuite élargi à partir de 2010 à d'autres activités connexes. En 2022, elle regroupe 522 000 salariés, et est le 10e employeur au niveau mondial.
Sodexo est coté à la Bourse de Paris depuis 1983.

## Histoire
Sodexo a pour origine une petite entreprise fondée en 1892 par Jean-Baptiste Bellon (1865-1961), à Marseille, la maison J.-B. Bellon, pour approvisionner en vivres les bateaux de la Compagnie de navigation mixte sur la ligne Marseille-Alger. Rebaptisée Maison Félix Bellon S.A. en 1955 par son fils Félix Bellon (1905-1988), elle se spécialisait depuis plus de cinquante ans dans la fourniture et restauration maritime destinées aux paquebots et aux bateaux de croisière. Son fils, Pierre Bellon, y entre en 1958 en tant qu'attaché commercial. En 1963, Pierre obtient un contrat pour la gestion de la restauration des Ateliers de la Méditerranée à Marseille, et la holding Bellon SA fonde une filiale dont il s'occupe,,. C’est l’un des plus grands employeurs français.

### De Sodexho à Sodexho Alliance (1966-2008)
En 1966, Pierre Bellon crée, à Marseille, avec un capital de 100 000 francs et l'aide de son père et de sa fratrie, la Sodexho (acronyme abrégé de SOciété D'EXploitation HÔtelière, aériennes, maritimes et terrestres) qu'il établit, en 1968, en région parisienne.
Entre 1971 et 1978, Sodexho s'étend en France et à l'étranger, d'abord en Belgique, puis en Afrique, et finalement au Moyen-Orient.
Sodexho rachète Ticket Repas en 1981. En 1983, après son introduction à la Bourse de Paris, Sodexho continue son expansion, de 1985 à 1993 en Amérique du Nord, Amérique du Sud, Japon, Afrique du Sud et en Russie.
En 1987, Sodexho rachète Chèque Restaurant. Le 12 janvier 1989, Sodexho entre au capital de CIWLT, propriétaire d'Eurest, à hauteur de 17,5%.
En 1992, le groupe s’implante en Hongrie et en République Tchèque et prend une participation dans la société finlandaise Polarkesti, spécialisée dans les restaurants pour le personnel, qui avait été créée en 1979 par Arctia (fi).
Sodexho devient en 1995 le leader mondial de la restauration collective grâce à ses alliances avec Gardner Merchant en Grande-Bretagne, Partena en Suède et Marriott Management Services aux États-Unis.
En 1997, la holding change de nom et devient Sodexho Alliance. Elle s'allie avec Universal Ogden Services, le leader américain de la gestion de Bases-Vie. La même année, Sodexho crée, en France, Altys, spécialisée dans les solutions de services généraux (facility management) destinées aux entreprises.
Sodexho rachète en 2001 la société française Sogeres et la société américaine Wood Dining Services Inc.
En 2002, Sodexho est introduite en Bourse, au New York Stock Exchange. La direction cherche également ses activités plus variées, plus précisément de luxe. La première démarche était l'ouverture d'un hôtel-restaurant prestigieux à Ville-d'Avray, Les Etangs de Corot. Or, en 2008, l'entreprise cédera la gestion de cet établissement à la famille Tourbier.
En 2005, Pierre Bellon quitte la direction générale du groupe, remplacé par Michel Landel.
Sodexho rachète en 2007 Tir Groupé, entreprise émettrice des Chèques Cadeaux.

### Sodexo (holding)
Le 22 janvier 2008, Sodexho devient Sodexo et retire le mot Alliance de sa raison sociale. Ce changement de raison sociale vise à faciliter la prononciation de la marque dans toutes les langues. Le siège social de Sodexo s'implante à Issy-les-Moulineaux, après 30 ans à Saint-Quentin-en-Yvelines.
En 2009, le siège de Sodexo en France s'implante à Guyancourt dans les Yvelines. Les 18 000 m2 de bureaux sont conçus par l'architecte Jean-Paul Viguier. Sodexo renforce ses positions en rachetant :
- le 4e acteur de restauration en France, Score Groupe qui comprend les sociétés Score services, Sherpas et GM ;
- Comfort Keepers, numéro deux des services d’aide non médicale à domicile aux États-Unis ;
- le groupe allemand Zehnacker ;
- le groupe indien Radhakrishna Hospitality Service Group (RKHS)[18].

En 2010, Sodexo signe un accord avec United Coffee pour l'approvisionnement des espaces boissons chaudes au café issu du commerce équitable, et avec Numi pour la sélection de thés 100 % biologiques. La même année, Sodexo Chèques et Cartes de Service et Tir Groupé fusionnent pour devenir Sodexo Solutions de Motivation France.
En 2011, Sodexo renouvelle en partie un contrat de sept ans portant sur les services de restauration de 31 des 51 bases militaires des US Marines, la société américaine Superior Services remportant le marché des 20 autres bases (764 millions de dollars) que Sodexo gérait depuis 2001. Sodexo décroche un nouveau contrat avec le sidérurgiste chinois Baosteel, l’hôpital thaïlandais Queen Sirikit Medical Center, et Life Insurance Corporation of India en Inde. Le groupe acquiert l'entreprise brésilienne Puras do Brasil.
Le 1er juillet 2013, la filiale Altys (maintenance multitechnique et services) devient Sodexo Énergie et Maintenance. Le 3 décembre 2013, Sophie Bellon est nommée vice-présidente du conseil d'administration de Sodexo pour succéder à son père Pierre Bellon : en mars 2016, elle devient présidente du groupe.
Le 21 mars 2016, Sodexo fait son retour dans l'indice CAC 40 après onze ans d'absence et sept années de permanence entre 1998 et 2005. Elle remplace ainsi Alstom. La valorisation boursière de l'entreprise atteint 14,4 milliards d'euros ; l'entreprise compte 420 000 employés, dont près de 37 000 en France.
En septembre 2016, Sodexo annonce l'acquisition du groupe américain Inspirus, spécialisé dans le développement de l'engagement des salariés.
Le 15 novembre 2017 Sodexo annonce l'acquisition de l'entreprise Centerplate, spécialisée dans les services de restauration dans des établissements sportifs et de loisirs, pour 572 millions d'euros.
Sodexo annonce en 2018 l'acquisition de FoodChéri. En avril 2019, Sodexo annonce acquérir Prestige Nursing + Care, entreprise britannique spécialisée dans les services pour les personnes agées.
En décembre 2019, avec trois autres entreprises du secteur, Sodexo est condamnée par l'Autorité de la concurrence française à une amende de 126 millions d'euros, à cause d'un fonctionnement de cartel, comprenant l'échange d'informations confidentielles et un verrouillage du marché du titre-restaurant,.
En janvier 2020, Sodexo obtient une 1re étoile pour le restaurant Le Jules Verne de Frédéric Anton. Au total, Sodexo comptabilise deux restaurants étoilés avec également le Pré Catelan et ses trois étoiles au Guide Michelin.

Début avril 2020, en raison de l'épidémie de Covid-19, Denis Machuel, le directeur général, renonce à 50 % de son salaire fixe au cours des six mois suivants ainsi qu'à sa rémunération variable sur l'ensemble de l'exercice comptable 2019-2020. La présidente du conseil d'administration, Sophie Bellon, baisse également de 50 % sa rémunération pour six mois tandis que les membres du comité exécutif réduisent de 10 % leur rémunération ainsi que sur leur part variable de l'année. Les 200 dirigeants présents sur le territoire français renoncent aussi à leur rémunération variable. Ces mesures visent à financer un plan d'économie de 30 millions d'euros destiné à sauver les emplois les plus précaires et les plus exposés du groupe.
À partir du 22 juin 2020, Sodexo ne fait plus partie du CAC 40, remplacée par Teleperformance.
En septembre 2021, Sodexo annonce l'acquisition d'une participation majoritaire dans Wedoogift, spécialisée dans les chèques cadeaux et restaurants dématérialisés, pour un montant non dévoilé. En novembre 2021, Sodexo annonce la vente du Lido au groupe Accor.
Fin 2021, Denis Machuel quitte ses fonctions de directeur général. Sophie Bellon estime qu'il « n'a pas démérité: il a bien géré la crise » mais « aujourd'hui nous sommes dans un monde qui se transforme rapidement, et nous devons aller plus vite, plus fort (…) nous avons décidé de rechercher un nouveau leadership ». Sodexo recherche en effet un directeur général à la stature internationale pour se développer.
Sophie Bellon est nommée le 16 février 2022 directrice générale du groupe, tout en gardant son poste de présidente du conseil d'administration ; elle devient ainsi la première femme à devenir présidente-directrice générale d'une aussi grande entreprise, alors que Sodexo ne fait cependant plus partie du CAC 40 en raison notamment des difficultés liées à la pandémie de Covid-19.
En juin 2023, « Sodexo Services Avantages et Récompenses » prend le nom de « Pluxee » et est mis en bourse le 1er février 2024,,.

## Activité
Depuis 2010, Sodexo offre des services de solutions globales pour ses clients au-delà de la restauration collective.[C'est-à-dire ?]

### Services sur site
- Entreprises et administrations : aménagement des espaces, espaces de remise en forme, création et entretien des espaces verts, restauration, services de réception et de sécurité…
- Santé : services de restauration, services de maintenance du matériel médical, services de transport des patients et du matériel…
- Éducation : services de restauration scolaire, conception de lieux d’apprentissage (écoles ou campus) ergonomiques
- Défense : accompagnement à la reconversion, programmes nutritionnels, gestion des approvisionnements, centres de décompression, entretien des terrains d’entraînement et gestion des équipements sportifs…
- Bases vie : gestion des approvisionnements et des services sur des sites industriels situés dans des lieux isolés (plateformes pétrolières en mer, sites miniers dans le désert…).
- Établissements pénitentiaires : programmes de responsabilisation, programmes de réinsertion, aménagement des établissements, conception des systèmes de sécurité…
- Maisons de retraite : formation du personnel, programmes nutritionnels, programmes de stimulation, entretien et maintenance…
- Événementiel sportif : services d’entretien et de restauration pour de grands événements : Super Bowl, Roland-Garros, Tour de France, Rallye Dakar, Jeux olympiques et paralympiques…

### Les services aux particuliers et à domicile
- La garde d’enfant, avec leur acquisition de la filiale Crèche attitude en 2013 (et Crèches de France en 2018). Depuis 2021, ce service est proposé sous la marque Liveli by Sodexo[47].

### Moyens de paiement
- Carte Pass restaurant, service de titre-restaurant électronique proposé aux entreprises.
- Édition de chèque cadeaux à destination des entreprises et CSE.

## Actionnaires
Liste des principaux actionnaires au 9 mai 2022 :
| Actionnaire                            | %      |
| -------------------------------------- | ------ |
| Famille Bellon                         | 42,8 % |
| Artisan Partners                       | 5,73 % |
| First Eagle Investment Management (en) | 4,97 % |
| Caisse de dépôt et placement du Québec | 2,08 % |
| American Century Investment Management | 1,98 % |
| Sodexo (actionnariat salarié)          | 1,58 % |
| The Vanguard Group                     | 1,35 % |
| Norges Bank Investment Management      | 1,35 % |
| Harris Associates (en)                 | 1,05 % |
| McKinley Capital Management            | 0,87 % |

## Chiffres du groupe

### Exercice 2016-2017
Chiffre d'affaires 2016-2017 : 20,7 milliards € pour un résultat net part du groupe de 723 millions € et un dividende par action de 2,75 €.
- Entreprises et administrations : 51 % du CA
- Santé et Seniors : 24 %
- Éducation : 20 %
- Services Avantages et récompenses : 905 millions €

Répartition des effectifs : 427 268 collaborateurs sur 80 pays
- Employés : 377 359 dont 209 716 femmes et 167 643 hommes.
- Management : 49 909 dont 21 238 femmes et 28 671 hommes[49].

## Organisation

### Structure du groupe en holding

#### Filiales
- Altys (2013) qui prendra le nom de Énergie et Maintenance[Quand ?]
- Société des bateaux parisiens (1987)
- Batobus (1989)
- Compagnie Financière Aurore International
- Eat Club
- Mentor Technical Group Corporation
- Kalyx Limited
- Lenôtre (2011)
- Ouest Catering
- Score (2008)
- Segsmhi (Le Lido de Paris…)
- Sofinsod
- Sogeres (2001)
- Sotech services
- space design

### Conseil d'administration
Depuis sa fondation, la société est contrôlée par une holding familiale, Bellon SA, qui détient 40,4 % du capital et 55,8 % des droits de vote exerçables. Des accords empêchent les membres de la holding de vendre leurs actions Bellon SA à des tiers pour une durée de 50 ans. Les descendants ne peuvent donc pas disposer librement de leurs actions.
Le conseil d'administration au 31 août 2013 de Sodexo est composé de 13 membres :
- Pierre Bellon, président du conseil d'administration de Sodexo entré en fonction le 14 novembre 1974.
- Robert Baconnier, vice-président du conseil d’administration
- Patricia Bellinger, executive director, executive education Harvard Business School
- Astrid Bellon, membre du directoire de Bellon SA
- Bernard Bellon, Membre du conseil de surveillance de Bellon SA
- François-Xavier Bellon, directeur général de Bright Yellow Group Plc
- Françoise Brougher, business lead, Square
- Sophie Bellon, présidente du directoire de Bellon SA, vice-présidente du conseil d'administration de Sodexo
- Paul Jeanbart, directeur général de Rolaco
- Michel Landel, directeur général de Sodexo
- Alain Marcheteau, administrateur de sociétés
- Nathalie Szabo, membre du directoire de Bellon SA
- Peter Thomson, administrateur de sociétés

Le 26 janvier 2016, Sophie Bellon devient présidente du conseil d'administration de Sodexo.
Le 23 janvier 2018, Denis Machuel devient Directeur Général à la place de Michel Landel[réf. nécessaire]. Lors de l'assemblée générale de ce même jour, Phitrust, une société de gestion française qui œuvre pour de meilleures pratiques ESG (environnemental, sociétal, gouvernance), a pointé des problèmes de gouvernance remettant en cause les pratiques du groupe.

### Siège
En 2008 le siège international de Sodexo après 30 ans à Saint-Quentin-en-Yvelines, déménage à Issy-les-Moulineaux, et l'année suivante en 2009, le siège de Sodexo en France s'implante à Guyancourt dans les Yvelines.

## Identité visuelle

Logo de 1966 à 1995. Les trois « b » sont censés représenter des tasses suspendues par leurs anses.
Logo de 1995 à 2008.
Logo de Sodexo depuis janvier 2008.

## Activité de lobbying

### Auprès de l'Assemblée nationale
Sodexo est inscrit comme représentant d'intérêts auprès de l'Assemblée nationale française. L'entreprise déclare à ce titre qu'en 2014, les coûts annuels liés aux activités directes de représentation d'intérêts auprès du Parlement sont compris entre 40 000 et 50 000 euros.

### Auprès des institutions de l'Union européenne
Sodexo est inscrit depuis 2012 au registre de transparence des représentants d'intérêts auprès de la Commission européenne. Il déclare en 2015 pour cette activité deux collaborateurs à temps plein et des dépenses d'un montant compris entre 200 000 et 300 000 euros.

## Controverses
L'organisation internationale non gouvernementale (OING) Human Rights Watch affirme dans un rapport du 2 septembre 2010 que Sodexo, dans le cadre de ses activités aux États-Unis, empêche ses employés de s'organiser et de négocier, en violation des normes internationales, voire souvent du droit du travail américain. On reproche à Sodexo, particulièrement aux États-Unis et en Colombie, d'avoir soumis des salariés qui avaient tenté de monter un syndicat à des menaces, à des entretiens s'apparentant à des interrogatoires, ainsi qu'à des licenciements. L'OING estime que ce comportement « suscite de sérieux doutes quant à la valeur des engagements volontaires en faveur des droits humains » alors que Sodexo se prononce au moins partiellement en faveur des normes fondamentales relatives au travail de l'OIT, des principes directeurs sur les relations professionnelles de l'OCDE, de la liberté d'association telle que définie par la Déclaration universelle des droits de l'homme, ainsi que du Pacte mondial des Nations unies. Ainsi, en 2011, un communiqué de la CGT (France) rapporte que le secrétaire général du syndicat marocain ODT a été licencié par Sodexo. Les accusations du syndicat SEIU à l'encontre de Sodexo apparaissent aujourd'hui sujettes à question. Le National Labor Relations Board (NLRB), agence fédérale indépendante garantissant les droits des employés, accuse le syndicat de pratiques antisyndicales, et les agences de notations sociales ont renouvelé leur confiance à Sodexo pour ses investissements socialement responsables (ISR) durant l'année 2010 et 2011. En septembre 2011, SEIU et Sodexo parviennent à un accord qui met fin aux poursuites mutuelles que les deux parties avaient engagées l'une contre l'autre.
Un certain nombre de scandales alimentaires impliquant directement ou indirectement la firme ont été rapportés par certains médias. En 2009, des élèves d'une école nîmoise sont victimes d'une intoxication au staphylocoque doré. Elle serait due à « un défaut de contrôle à la réception des matières premières ». En octobre 2012, près de 10 000 écoliers allemands sont victimes de gastro-entérite à la suite de la consommation de fraises en provenance de Chine. Le groupe s'en est excusé.
En décembre 2013, Sodexo Justice Services, qui gère plusieurs prisons au Royaume-Uni — qui a privatisé ses services pénitenciers —, est accusé par la presse locale d'avoir laissé une détenue trois jours sans suivi médical ni assistance, à la suite d'une fausse couche, dans la prison de Peterborough. Le porte-parole de Sodexo a précisé qu'il ne reconnaissait pas « la version des événements telle qu'elle a été rapportée ».